# Флаги Костромской области
Список флагов муниципальных образований Костромской области Российской Федерации.
На 1 января 2020 года в Костромской области насчитывалось 157 муниципальных образований — 6 городских округов, 23 муниципальных района, 12 городских и 116 сельских поселений.
Законом Костромской области от 28 апреля 2006 года № 13-4-ЗКО установлено, что во флаге муниципальных образований Костромской области может быть использован цвет гербового щита Костромской области — лазоревая (синяя, голубая) полоса не более 1/4 полотнища вдоль верхнего края, вдоль древка или вдоль свободного края полотнища.

## Флаги городских округов
| Флаг | Наименование                                    | Дата утверждения | Номер в ГГР |
| ---- | ----------------------------------------------- | ---------------- | ----------- |
|      | Флаг муниципального образования города Костромы | 28 ноября 2002   | 1491        |
|      | Флаг городского округа город Буй                | 26 августа 2005  | 2033        |
|      | Флаг городского округа город Волгореченск       | 20 октября 2005  | 2030        |

| Флаг | Наименование                           | Дата утверждения                | Номер в ГГР |
| ---- | -------------------------------------- | ------------------------------- | ----------- |
|      | Флаг городского округа город Галич     | 21 февраля 2003 21 декабря 2006 | 1224        |
|      | Флаг городского округа город Мантурово | 17 декабря 2002 30 января 2007  | 1872        |
|      | Флаг городского округа город Шарья     | 28 апреля 2005                  | 1911        |

## Флаги муниципальных округов
| Флаг | Наименование                          | Дата утверждения | Номер в ГГР |
| ---- | ------------------------------------- | ---------------- | ----------- |
|      | Флаг Межевского муниципального округа | 20 октября 2003  | 1336        |
|      | Флаг Нейского муниципального округа   | 25 мая 2007      | 3550        |

| Флаг | Наименование                              | Дата утверждения | Номер в ГГР |
| ---- | ----------------------------------------- | ---------------- | ----------- |
|      | Флаг Парфеньевского муниципального округа | 7 сентября 2011  |             |

## Флаги муниципальных районов
| Флаг | Наименование                                                | Дата утверждения               | Номер в ГГР |
| ---- | ----------------------------------------------------------- | ------------------------------ | ----------- |
|      | Флаг Антроповского муниципального района                    | 1 декабря 2006                 | 1744        |
|      | Флаг Буйского муниципального района                         | 20 октября 2005                | 2036        |
|      | Флаг Вохомского муниципального района                       | 13 мая 2005                    | 1912        |
|      | Флаг Галичского муниципального района                       | 20 июня 2005                   | 1939        |
|      | Флаг Кадыйского муниципального района                       | 31 октября 2006                | 2890        |
|      | Флаг Кологривского муниципального района                    | 30 мая 2003 29 июня 2007       | 1178        |
|      | Флаг Костромского муниципального района                     | 29 июня 2006                   | 2642        |
|      | Флаг Красносельского муниципального района                  | 18 мая 2004                    | 1458        |
|      | Флаг Макарьевского муниципального района                    | 26 ноября 2004 22 декабря 2006 | 1747        |
|      | Флаг муниципального района город Нерехта и Нерехтский район | 21 марта 2007                  | 3245        |

| Флаг | Наименование                              | Дата утверждения | Номер в ГГР |
| ---- | ----------------------------------------- | ---------------- | ----------- |
|      | Флаг Октябрьского муниципального района   | 5 мая 2006       | 2266        |
|      | Флаг Островского муниципального района    | 31 мая 2006      | 2637        |
|      | Флаг Павинского муниципального района     | 29 ноября 2005   | 2145        |
|      | Флаг Поназыревского муниципального района | 31 марта 2005    | 1879        |
|      | Флаг Пыщугского муниципального района     | 31 октября 2005  | 2136        |
|      | Флаг Солигаличского муниципального района | 29 апреля 2005   | 1897        |
|      | Флаг Судиславского муниципального района  | 31 мая 2007      | 3551        |
|      | Флаг Сусанинского муниципального района   | 30 июня 2003     | 1287        |
|      | Флаг Чухломского муниципального района    | 15 февраля 2007  |             |
|      | Флаг Шарьинского муниципального района    | 30 сентября 2003 | 1322        |

## Флаги городских поселений
| Флаг | Наименование                                                                     | Дата утверждения | Номер в ГГР |
| ---- | -------------------------------------------------------------------------------- | ---------------- | ----------- |
|      | Флаг городского поселения посёлок Судиславль Судиславского муниципального района | 25 августа 2011  |             |

## Флаги сельских поселений
| Флаг | Наименование                                                               | Дата утверждения | Номер в ГГР |
| ---- | -------------------------------------------------------------------------- | ---------------- | ----------- |
|      | Флаг Апраксинского сельского поселения Костромского муниципального района  | 30 июля 2018     | 12004       |
|      | Флаг Бакшеевского сельского поселения Костромского муниципального района   | 31 июля 2018     | 12006       |
|      | Флаг Караваевского сельского поселения Костромского муниципального района  | 14 февраля 2018  | 11764       |
|      | Флаг Кузнецовского сельского поселения Костромского муниципального района  | 29 августа 2014  | 9734        |
|      | Флаг Кузьмищенского сельского поселения Костромского муниципального района | 18 сентября 2015 | 10530       |
|      | Флаг Минского сельского поселения Костромского муниципального района       | 30 июля 2018     | 12008       |
|      | Флаг Никольского сельского поселения Костромского муниципального района    | 30 июня 2015     | 10581       |

| Флаг | Наименование                                                                | Дата утверждения | Номер в ГГР |
| ---- | --------------------------------------------------------------------------- | ---------------- | ----------- |
|      | Флаг Самсоновского сельского поселения Костромского муниципального района   | 13 июля 2018     | 12010       |
|      | Флаг Сандогорского сельского поселения Костромского муниципального района   | 10 апреля 2018   | 11864       |
|      | Флаг Середняковского сельского поселения Костромского муниципального района | 3 августа 2018   | 12012       |
|      | Флаг Сущёвского сельского поселения Костромского муниципального района      | 1 декабря 2014   | 9836        |
|      | Флаг Чернопенского сельского поселения Костромского муниципального района   | 12 сентября 2013 | 8888        |
|      | Флаг Шунгенского сельского поселения Костромского муниципального района     | 30 июля 2018     | 12014       |

## Флаги упразднённых МО
| Флаг | Наименование                                                               | Дата утверждения | Номер в ГГР | Примечание                                                                         |
| ---- | -------------------------------------------------------------------------- | ---------------- | ----------- | ---------------------------------------------------------------------------------- |
|      | Флаг Мантуровского муниципального района                                   | 22 января 2004   | 1745        | Мантуровский муниципальный район объединён с городским округом город Мантурово     |
|      | Флаг Матвеевского сельского поселения Парфеньевского муниципального района | 22 июня 2016     | 11025       | Парфеньевский муниципальный район преобразован в Парфеньевский муниципальный округ |

## Упразднённые флаги
| Флаг | Наименование                                         | Дата утверждения | Дата отмены    |
| ---- | ---------------------------------------------------- | ---------------- | -------------- |
|      | Флаг муниципального образования города Костромы      | 22 августа 2002  | 28 ноября 2002 |
|      | Флаг муниципального образования «Антроповский район» | 28 ноября 2003   | 1 декабря 2006 |